# Maserati Khamsin
Maserati Khamsin – samochód sportowy klasy średniej produkowany przez włoską markę Maserati w latach 1974 - 1982.

## Historia i opis modelu

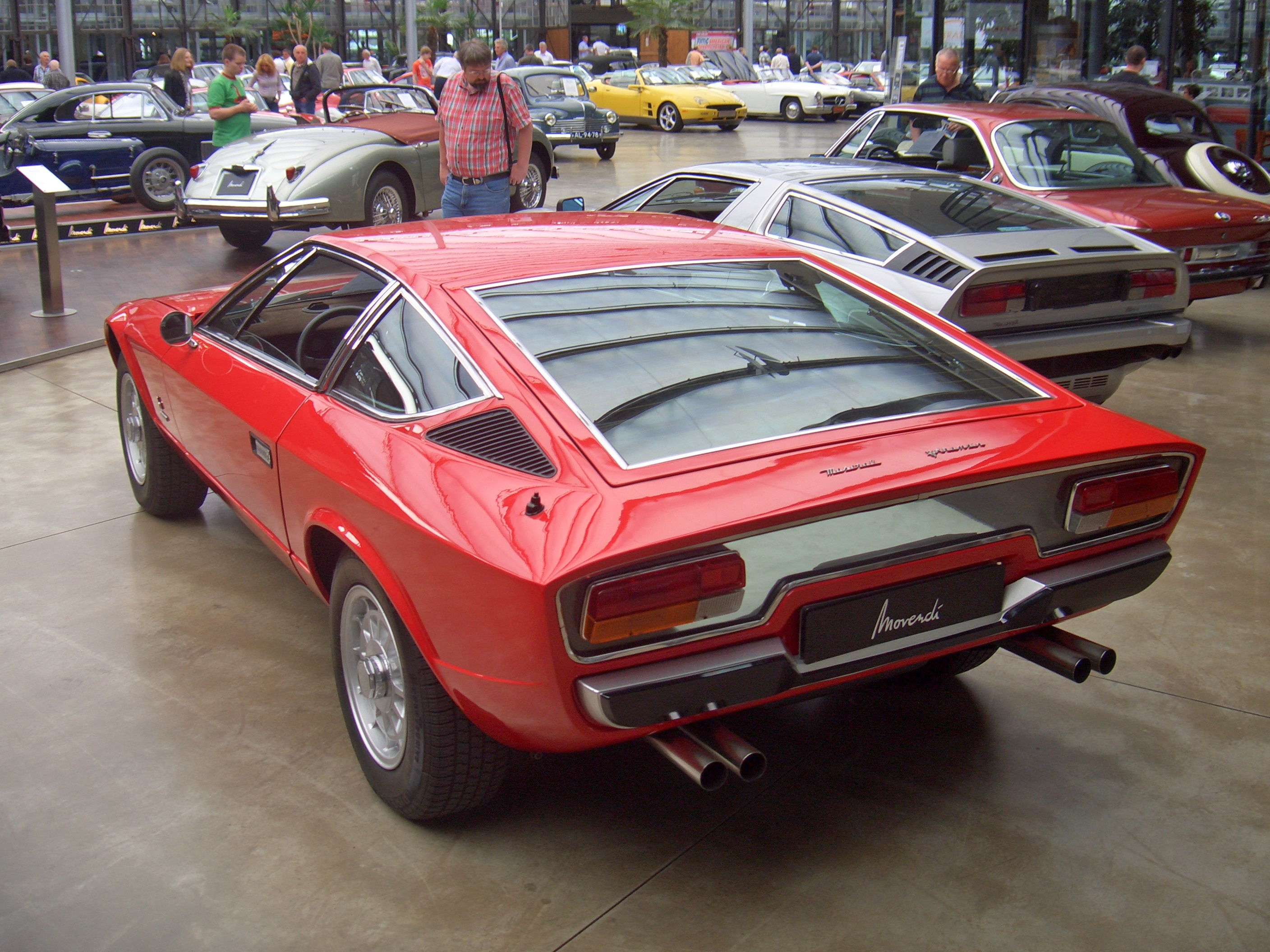
Maserati Khamsin - tył

Prototyp Bertone został zaprezentowany w roku 1972 na Turin Auto Show. Produkcję rozpoczęto w roku 1974. Samochód napędzany był przez silnik V8 o pojemności 4,9 l, produkował on moc około 320 KM. Moc przenoszona była na koła tylne poprzez 5-biegową manualną bądź 3-biegową automatyczną skrzynię biegów. Khamsin mógł rozpędzić się do 275 km/h. Produkcję modelu zakończono w roku 1982, powstało tylko 430 egzemplarzy.

### Dane techniczne
Źródło:

### Silnik
- V8 4,9 l (4930 cm³), 2 zawory na cylinder, DOHC
- Układ zasilania: cztery gaźniki
- Średnica cylindra × skok tłoka: 93,90 mm × 89,00 mm
- Stopień sprężania: 8,5:1
- Moc maksymalna: 324 KM (239 kW) przy 5500 obr./min
- Maksymalny moment obrotowy: 480 N•m przy 4000 obr./min

### Osiągi
- Przyspieszenie 0-100 km/h: b/d
- Prędkość maksymalna: 275 km/h